# Mel Casson
Mel Casson (Boston, 25 luglio 1920 – 21 maggio 2008) è stato un fumettista statunitense.
La sua carriera di fumettista (cartoonist) durò 50 anni. È principalmente ricordato per la sua opera sulle "strisce" di fumetti Sparky, Angel, Mixed Singles/Boomer e Redeye, più numerosi fumetti su riviste.

## Inizi e formazione
Nato a Boston, nel Massachusetts, Casson fu incoraggiato da suo padre a perseguire una carriera nelle arti. Egli ricevette una formazione scolastica presso la Art Students League of New York. Casson sottoscrisse un contratto per la produzione di fumetti con il The Saturday Evening Post all'età di 17 anni, e la sua opera iniziò a comparire regolarmente su The Saturday Evening Post, Esquire, The New York Times, Ladies' Home Journal e altre fra le maggiori riviste.
Egli si arruolò in fanteria durante la seconda guerra mondiale e fece parte delle truppe sbarcate in Normandia nel D-Day. Il suo comandante rimase ucciso appena raggiunta la Omaha Beach, lasciando così a Casson il comando dell'attacco. Egli condusse con successo i suoi uomini nell'assalto senza subire ulteriori perdite e continuò a partecipare ad altre battaglie, ottenendo il grado di capitano e decorazioni con cinque stelle di battaglia: due Bronze Star, una Croix de guerre e due Purple Heart.

## Fumetti
Dopo la II guerra mondiale, egli tornò ai fumetti, disegnando Jeff Crockett dall'8 marzo 1948 al 5 marzo 1949  per il New York Herald Tribune Syndicate. Egli fu richiamato in servizio militare nel 1952 per la guerra di Corea. Dopo un onorevole congedo nel 1953, egli tornò al tavolo di disegno per l'Editore/Sindacato Chicago Sun-Times (1953–66) con i fumetti per bambini Sparky e Angel.
Egli co-creò It’s Me, Dilly con Alfred James (pseudonimo per Alfred Andriola di Kerry Drake) e lavorò sulle "strisce" dal 1958 al 1962. Negli anni 1970, Casson collaborò con William F. Brown sulle strisce di fumetti Mixed Singles, più tardi rinominati Boomer. Le sue opere furono commercializzate dallo United Feature Syndicate fino al 1981. Nel 1988, quanto il fumettista Gordon Bess si rese conto di non poter più continuare il suo internazionalmente noto fumetto giornaliero Redeye per il King Features Syndicate, egli lo passò ad una collaborazione di Casson come illustratore e Bill Yates come scrittore. Quando Yates stesso si ammalò nel 1999, Casson prese in mano sia i testi che le opere per i fumetti, un ruolo che mantenne fino alla sua morte, avvenuta nel 2008.
Casson era sposato con Mary Lee Culver Casson, una cantante d'opera e attrice, dal 1965 fino alla morte. Egli ebbe una figlia, Culver. Visse a Westport, nel Connecticut, per quasi tutta la vita da sposato.

## Libri
La casa editrice McGraw-Hill pubblicò cinque libri di fumetti di Mel, compresa l'antologia Ever Since Adam and Eve, il Whole Kids Catalogue e il Guinness Record Keeper. Casson fece anche, occasionalmente, alcuni lavori per la televisione, in particolare scrivendo e producendo gli show Draw Me a Laugh e You Be the Judge.

## Mostre
Le opere di Casson furono esibite due volte al Metropolitan Museum of Art in New York City. Suoi disegni si trovano nella collezione del Evansville, in Indiana e nella collezione Albert T. Reid presso l'Università del Kansas. Carte sue personali e disegni originali si trovano nella collezione del Billy Ireland Cartoon Library & Museum.

## Riconoscimenti
Casson fu membro del Board of Governors of the Newspaper Comics Council, in cui fu presidente del World’s Fair Committee negli anni 1964-65. Egli fece parte anche del Consiglio della National Cartoonists Society, il cui capitolo del Connecticut lo onorò con il suo Legend Award nel novembre 2003.